# Carpignano Salentino
Carpignano Salentino is een gemeente in de Italiaanse provincie Lecce (regio Apulië) en telt 3854 inwoners (31-12-2011). De oppervlakte bedraagt 48,0 km², de bevolkingsdichtheid is 80 inwoners per km².

## Demografie
Carpignano Salentino telt ongeveer 1350 huishoudens. Het aantal inwoners daalde in de periode 1991-2001 met 1,2% volgens cijfers uit de tienjaarlijkse volkstellingen van ISTAT.
| Jaar | Inwoneraantal |
| ---- | ------------- |
| 1991 | 3889          |
| 2001 | 3843          |
| 2011 | 3854          |

## Geografie
Carpignano Salentino grenst aan de volgende gemeenten: Calimera, Cannole, Castrignano de' Greci, Martano, Melendugno, Otranto.

## Externe link

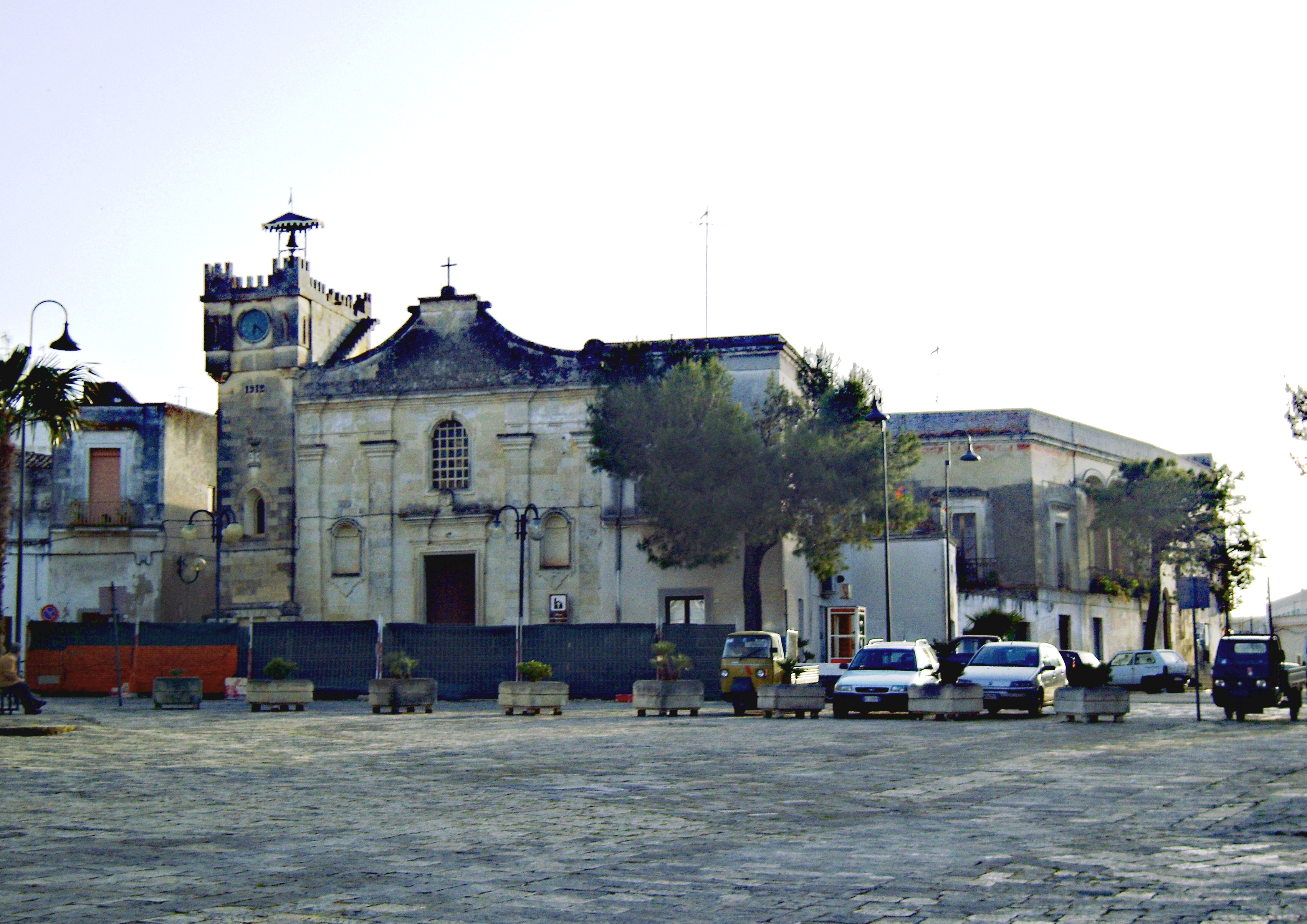
Dorpsplein